# Charles Thomson Rees Wilson
Charles Thomson Rees Wilson (Glencorse, 14. veljače 1869. - Carlops, 15. studenog 1959.), britanski fizičar i meteorolog, dobitnik Nobelove nagrade za fiziku 1927. za izum Wilsonove komore. Diplomirao (1882.) i bio profesor na Sveučilištu u Cambridgeu (od 1925.). Istraživao je kondenzaciju vodene pare pod utjecajem različitih agensa, munje, oluje. Izumio je zaštitu balona od udara groma. Istraživanje kondenzacije vodene pare dovelo ga je 1912. do izuma Wilsonove komore, s pomoću koje se mogu promatrati tragovi električki nabijenih čestica (na primjer alfa-čestica), jer one svojim nabojem, duž staze kojom se gibaju, uzrokuju ionizaciju te potom kondenzaciju pare. Za to otkriće dodijeljena mu je Nobelova nagrada za fiziku 1927. (s A. H. Comptonom). Član Kraljevskog društva (eng. Royal Society) od 1900.

## Životopis
Wilson je rođen 14. veljače 1869. u Midlothianu, kao sin farmera Johna Wilsona i Annie Clerk Harper. Otac mu je umro 1873., nakon čega se obitelj seli u Manchester. Iako je u početku studirao biologiju s ciljem da postane liječnik, kasnije se, tijekom boravka u Cambridgeu, zainteresirao za kemiju i fiziku.
Ubrzo mu je poraslo zanimanje za meteorologiju te je 1893. počeo proučavati oblake i njihova svojstva. Neko je vrijeme radio u opservatoriju na Ben Nevisu, gdje je proučavao stvaranje oblaka. Kasnije je i sam pokušao proizvesti isti učinak, ali na manjoj površini. To je radio tako što je raspršivao vlažni zrak unutar zatvorene posude. Kasnije je eksperimentirao sa stvaranjem tragova oblaka u svojoj posudi pomoću iona i radijacije. Tada je i nastala Wilsonova komora, za koju je i dobio Nobelovu nagradu. 
Wilson se 1908. oženio Jessie Fraser, kćeri jednog ministra iz Glasgowa, s kojom je imao četvoro djece. Preminuo je u Carlopsu 15. studenog 1959. okružen svojom obitelji.

## Wilsonova komora
Dok atomskim brojačima slušamo prolaze atoma, u Wilsonovoj komori možemo motriti njihove staze. Ovaj izvanredno važan mjerni instrument otkrio je C. T. R. Wilson 1911. Već davno prije Wilson se zanimao za pitanje, kako nastaju oblaci. On je u laboratoriju proizveo maglu pomoću naglog širenja (ekspanzije) zraka, koji je bio zasićen vodenom parom. Pri širenju zrak se naglo hladi, a prezasićene pare kondenziraju se na česticama prašine. U nizu pokusa Wilson je učinio zamašno otkriće da se kapljice stvaraju i onda ako je zrak potpuno očišćen od prašine. Što su tu bile jezgre za kondenziranje pare? Wilson je dokazao da su to ioni. Ako se ioni udalje električnim poljem, stvaranje maglice prestaje. Ta opažanja bila su kasnije temelj za gradnju te poznate komore.
U Wilsonovoj komori je zrak ili neki drugi plin zasićen vodenim parama. Naglim povlačenjem jednog zida komore može se obujam plina naglo povećati. U času širenja mogla je proći brza električno nabijena čestica. Ona je uzduž svoje staze stvorila mnoštvo iona. Na tim ionima sada se kondenziraju kapljice vode. U času ekspanzije komore staza brze čestice prekrivena je vodenim kapljicama. 
Wilson je učinio prva opažanja na alfa-česticama i beta-zrakama radioaktivnih tvari. Alfa-čestica stvara oko 100 000 iona na 10 mm svog puta. Njen trag je vrlo debeo. Magleni tragovi beta-zraka potpuno se podudaraju s tragovima elektrona iz katodnih zraka. Wilsonova komora najbolje je sredstva za raspoznavanje čestica.